# Ханты-Мансийская епархия
Ха́нты-Манси́йская епа́рхия — епархия Русской православной церкви, объединяющая приходы и монастыри в средней части Тюменской области (в границах Нефтеюганского, Нижневартовского, Сургутского и Ханты-Мансийского районов Ханты-Мансийского автономного округа — Югры). Входит в состав Ханты-Мансийской митрополии.

## История
Ханты-Мансийская епархия была образована 30 мая 2011 года решением Священного Синода Русской православной церкви в пределах Ханты-Мансийского автономного округа с выделением её из состава Тобольско-Тюменской епархии. Синод постановил правящему архиерею Ханты-Мансийской епархии иметь титул «Ханты-Мансийский и Сургутский».
В ноябре 2012 года епархия обрела своего небесного покровителя — Святителя Нектария, архиепископа Сибирского и Тобольского, святые мощи которого доставлены в Югру из Нило-Столобенской пустыни. 5 ноября в епархии — день прославления Сибирского святого, вернувшегося на прославленную его молитвенным трудом землю.
Сегодня на территории Югры расположены 9 объектов религиозного назначения, признанных памятниками истории и культуры. За последние годы были восстановлены и отреставрированы: храм Покрова Божией Матери 1815 года в Ханты-Мансийске, храм в честь Рождества Пресвятой Богородицы 1786 года в Берёзово, церковь в честь святого великомученика и целителя Пантелеймона 1894 года в селе Тундрино Сургутского района и храм в честь Успения Пресвятой Богородицы 1873 года в селе Селиярово Ханты-Мансийского района.
В сентябре 2013 года Ханты-Мансийскую епархию посетил Патриарх Московский и Всея Руси Кирилл. К приезду Патриарха кроме росписи кафедральных соборов в епархии успели построить в Сургуте практически за год уникальный Георгиевский храмовый комплекс с реабилитационным центром и детской площадкой, подготовить к освящению в честь покровителя всех путешествующих святителя Николая единственную в России часовню-маяк, установленную на слиянии крупнейших рек Западной Сибири — Оби и Иртыша.
25 декабря 2014 года решением Священного Синода из состава епархии выделена Югорская епархия. Обе епархии включены в состав новообразованной Ханты-Мансийской митрополии.

## Современное состояние
В епархии 156 храмов, молитвенных домов, молитвенных комнат, часовен. 47 храмов и часовен в стадии строительства. Количество клириков — 118.

### Учебные заведения
- Нефтеюганская православная гимназия
- Ханты-Мансийская православная гимназия имени святителей Кирилла и Мефодия
- Нижневартовская православная гимназия в честь Казанской иконы Божией Матери
- Сургутская православная гимназия в честь святителя Николая Чудотворца

### Социальные учреждения
- Православный детский сад при приходе храма в честь святителя Николая Чудотворца в Сургуте
- Центр помощи семье и детям «Моя радость» при приходе храма в честь Великомученика Георгия Победоносца в Сургуте

### СМИ
- Журнал «Югра православная»
- Программа «Югра православная» (ОТРК «Югра»)
- Программа «Благовест» (телеканал «Россия Югория»)

## Благочиния
Епархия разделена на 6 церковных округов:
- Нефтеюганское благочиние
- Нижневартовское городское благочиние
- Нижневартовский районное благочиние
- Сургутское городское благочиние
- Сургутский районное благочиние
- Ханты-Мансийское благочиние

## Монастыри
- Монастырь в честь иконы Божией Матери «Умиление» в Сургуте (женский)
- С 1998 года в Когалыме действует подворье Свято-Успенского Пюхтицкого ставропигиального женского монастыря[6].
- Монастырь в честь святителя Димитрия, митрополита Ростовского в Ханты-Мансийске (мужской), создан Святейшим синодом 29 декабря 2020 года[7].